# Vương Đại Lục
Vương Đại Lục (tiếng Trung: 王大陸, sinh ngày 23 tháng 8 năm 1991) là diễn viên, người mẫu người Đài Loan. Anh được biết đến rộng rãi với vai diễn nam sinh lạnh lùng Từ Thái Vũ trong seri Thời đại của chúng ta.

## Đời tư
Vương Đại Lục là một người đào hoa có tiếng trong showbiz, anh từng có mối tình "vượt biên" với bạn diễn người Hàn Quốc - Kang Ha Na, cả hai nhiều lần bị bắt gặp đi ăn, đi chơi cùng nhau, tuy nhiên, mỹ nhân xứ kim chi lại liên tục chối đây đẩy khi có ai hỏi về mối quan hệ của hai người. Ngoài quen Kang Ha Na, Vương Đại Lục còn từng dính tin đồn có tình cảm với Trường Thiên Ái, hay vào khách sạn với một cô gái lạ khi đang trong quen người đẹp xứ Hàn.

## Sự nghiệp diễn xuất

### Phim điện ảnh
| Năm  | Tên phim                                        | Tên tiếng Trung | Vai diễn           | Chú thích              |
| ---- | ----------------------------------------------- | --------------- | ------------------ | ---------------------- |
| 2010 | In Case of Love                                 | 街角的小王子    | Lu Lu              |                        |
| 2014 | Design 7 Love                                   | 相爱的七种设计  | Chen Hongyi        |                        |
| 2015 | Thời đại của chúng ta                           | 我的少女時代    | Từ Thái Vũ lúc trẻ |                        |
| 2016 | 10,000 Miles                                    | 一万公里的约定  | Ah Xuan            |                        |
| 2016 | 28 tuổi vị thành niên (Suddenly Seventeen)      | 28歲未成年      | Yan Yan            |                        |
| 2016 | Thiết đạo phi hổ                                | 铁道飞虎        | Da Guo             |                        |
| 2017 | Giao châu truyện (en:Legend of the Naga Pearls) | 鲛珠传          | Ni Kongkong        |                        |
| 2018 | A Better Tomorrow 4                             | 英雄本色4       | Ma Ke              |                        |
| 2019 | Nụ hôn đầu                                      | 一吻定情        | Giang Trực Thụ     | Đóng cặp cùng Lâm Duẫn |
| 2020 | A Choo                                          | 打噴嚏          | Ye Jianhan         |                        |
| 2023 | No More Belts                                   | 孤注一掷        | Gu Tianzhi         |                        |

### Phim truyền hình
| Năm  | Tên phim                                            | Tên tiếng Trung  | Vai diễn                         | Chú thích          |
| ---- | --------------------------------------------------- | ---------------- | -------------------------------- | ------------------ |
| 2008 | Đội quân Sấm sét (Mysterious Incredible Terminator) | 霹靂MIT          | Yang Shengkai                    | Cameo, tập 8       |
| 2009 | Latter Days                                         | 闪亮的日子       | Lin Guangfu (Li Zhifeng) lúc trẻ |                    |
| 2010 | Gloomy Salad Days                                   | 死神少女         | Xiao Hai                         | Cameo, tập 15-16   |
| 2010 | Channel-X                                           | 国民英雄         | Gu Yongen                        | Cameo, tập 8       |
| 2010 | Teenager's Break Time                               | 下课后的青春     | Liu Daren                        |                    |
| 2011 | Bei Ying                                            | 背影             | Da Ying                          |                    |
| 2014 | High Heels and a Scalpel                            | 白袍下的高跟鞋   | Ke Yuhao                         | Cameo (Tập 2-4, 6) |
| 2015 | Tou Kui Xin Shi                                     | 偷窺心事         | Ah Guo                           | Phim ngắn          |
| 2017 | Ma Thổi Đèn: Mục Dã Quỷ Sự                          | 鬼吹灯之牧野诡事 | Hồ Thiên                         | Phim chiếu mạng    |
| 2020 | Lang Điện Hạ                                        | 狼殿下           | Lang Tử/ Bột Vương               | Phim chiếu mạng    |

### Video âm nhạc
| Năm  | Tên bài hát                       | Ca sĩ            | Chú thích |
| ---- | --------------------------------- | ---------------- | --------- |
| 2008 | Suddenly Missing You (突然好想你) | Mayday           |           |
| 2009 | Lock the Time (锁住时间)          | S.H.E            |           |
| 2009 | Beautiful Day (美丽的日子)        | Vương Tâm Lăng   |           |
| 2011 | Listen to You Say (听你说)        | Yisa Yu          |           |
| 2011 | Let Me Protect You (让我罩着你)   | Magic Power      |           |
| 2016 | Here after us (後來的我們)        | Ngũ Nguyệt Thiên |           |

## Giải thưởng và đề cử
| Năm  | Giải thưởng                              | Hạng mục                           | Tác phẩm được đề cử   | Kết quả   |
| ---- | ---------------------------------------- | ---------------------------------- | --------------------- | --------- |
| 2016 | Lễ trao giải All-Star Carnival của iQiyi | Diễn viên điện ảnh mới             | Thời đại của chúng ta | Đoạt giải |
| 2016 | China Music Awards lần thứ 20            | Ngôi sao nổi tiếng - Phim điện ảnh | Thời đại của chúng ta | Đoạt giải |
| 2016 | Giải thưởng APAN Star Awards lần thứ 5   | Ngôi sao đang lên                  | —                     | Đoạt giải |